# Свети Архангел Михаил (Мариупол)
Катедралата „Свети Архангел Михаил“ (на украински: Собор Архистратига Михаила) е православен катедрален храм в украинския град Мариупол, разположен на левия бряг на река Калмиус.
Катедралата е шесткуполна църква, построена от червени тухли. Строежът отнема две години и църквата е завършена и осветена през 1997 година. Побира от 200 до 1000 миряни.
Най-важната светиня на църквата е копие на иконата на Пресвета Богородица Животворен източник, създадена в началото на XIX век. Други от важните икони в храма са на Архангел Михаил и Свети Николай. В някои от иконите са вградени частици от мощите им: Свети Игнатий Мариуполски; Лазар от Витания, възкресен на четвъртия ден, Великомъченик Тадеуш, архиепископ Тверски; Павел блажени от Таганрог; мъченица Елисавета; преподобни Алексий; великомъченик Йоан Сучавски и други.
Към храма е построена административна сграда, в която се е помещавало неделното училище, кръщелня и столова за бедни.
До катедралата е издигнат паметник на Игнатий Мариуполски, смятан за небесен защитник на града.
По време на Обсадата на Мариупол при руското нападение над Украйна през 2022 година катедралата е тежко засегната от бомбардировките.